# International School of Debrecen
Az International School of Debrecen (magyarul: Debreceni Nemzetközi Iskola) államilag támogatott nemzetközi iskola Debrecenben. Az iskolát 2019-ben nyitották, amivel Magyarország egyig legújabb nemzetközi iskolája. Igazgatója Tom McLean. Nemzetközi tanterv alapján működik az iskola, tizenegyedik és tizenkettedik évfolyamban a diákok részt vehetnek az International Baccalaureate diplomaprogramon. Tandíja évente 10 és 20 ezer euró között mozog. 40 nemzetből 380 diák jár az iskolába.

## Története
Az iskola létrehozását 2015-ben rendelte el a város önkormányzata, azzal a céllal, hogy az egyre több odaköltöző nemzetközi nagyvállalat, gyakran külföldi alkalmazottjainak gyerekeit kiszolgálja. 2017. március 1-én hozták létre a Debreceni Nemzetközi Oktatási Központ nonprofit szervezetet, ami az iskola felépítéséért és működtetéséért felelős. A tervpályázatot ugyanezen év márciusában írták ki és júliusában zárták le. Az Emberi Erőforrások Minisztériuma 2018 decemberében vette nyilvántartásba az ISD-t, amit követően 2019 szeptemberében nyílt meg. A felső tagozatos képzést egy évvel később, 2020-ban kezdték meg. Az iskola felépítésére és megnyitására 3,8 milliárd forintot adott a magyar kormány. 2025-ig Debrecen önkormányzata működtette az iskolát, amitől kezdve önfenntartó.

## Campus
Az ISD campusát 2018-ban kezdték el megépíteni és 2019-ben fejezték be. A Nagyerdő mellett található épület 7200 m2, félkör alapban van felépítve egy foci-, egy kosárlabda-, és futópálya körül. Modern stílusban építették.

## Vezetőség
- Tom McLean, igazgató
- Molly Mosier, felső tagozati igazgató
  - Christopher Southwick, felső tagozati igazgatóhelyettes
- Gonzalo Curbelo, alsó tagozati igazgató
  - Rosalind Fawcett, alsó tagozati igazgatóhelyettes
- Tácsik Barbara, HR-igazgató
- Dunai Katalin, fejlesztési igazgató
- Érckövi Zoltán, gazdasági igazgató

## Tandíj
Az iskola tandíja a tanulók életkorától függ. A 2025–2026-os tanévre az óvoda éves tandíja az első két évre 10 890 euró (azaz nagyjából 4,3 millió forint), a harmadikra 13 490 (5,4 millió forint). Elsőtől ötödik osztályig a tandíj 14 390 euró, míg hatodiktól nyolcadik osztályig több, 15 490. Ezt követően, tizedik osztályig 16 090 euró. Az utolsó két tanévért évente több, mint 7,8 millió forintot fizetnek a családok. Ezek mellett az új tanulók 80 ezer forint jelentkezési és 1000 euró regisztrációs díjat fizetnek. Ezek mellett attól függően, hogy egy családból hány gyerek jár az iskolába, kedvezményt is kaphatnak.